# Cinema stoner

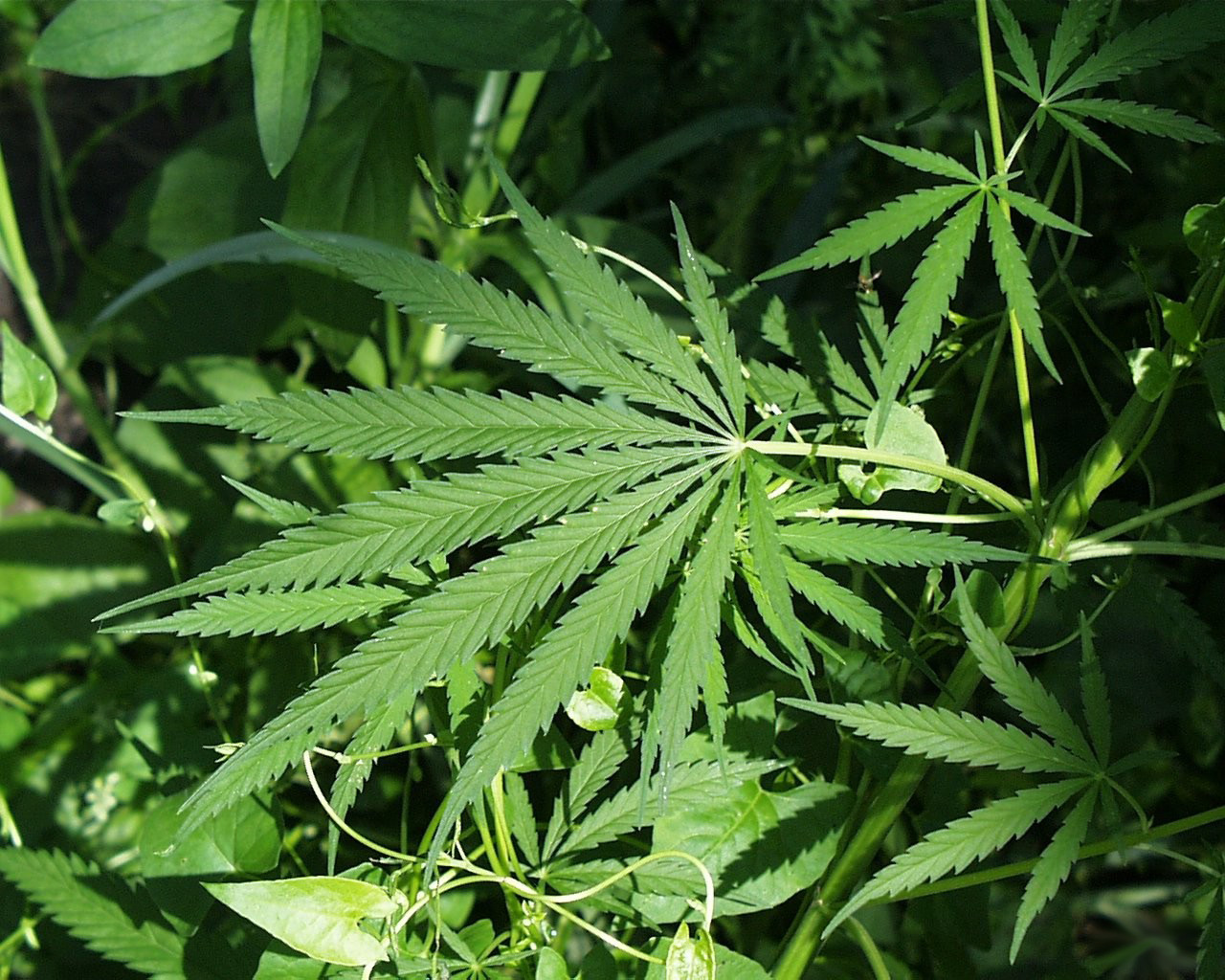
Marijuana.

Cinema stoner é um subgênero de filmes de comédia que gira em torno do uso recreativo de cannabis. Geralmente, seu uso é um dos temas principais e orienta grande parte do desenrolar da trama. Eles são frequentemente representativos da cultura popular da cannabis.
Muitos filmes stoner (stoner movies) têm certos elementos e temas em comum. De modo geral, trazem protagonistas, muitas das vezes amigos, que procuram ou consomem maconha e precisam realizar alguma tarefa sob o efeito psicoativo. Envolvem também figuras de autoridade evasivas, por exemplo agentes da lei, que são retratados como comicamente ineptos, mas também pais, colegas de trabalho ou figuras públicas que desaprovam o uso de maconha.
São exemplos de filmes stoner Reefer Madness (1936), Fritz the Cat (1972), Up in Smoke (1978), Still Smokin' (1983), Fear and Loathing in Las Vegas (1998), Dude, Where's My Car? (2000), Grandma's Boy (2006), The Wackness (2008), Our Idiot Brother (2011) e Ted 2 (2015).